# 横浜国立大学教育学部附属特別支援学校
横浜国立大学教育学部附属特別支援学校（よこはまこくりつだいがくきょういくにんげんかがくぶふぞくとくべつしえんがっこう）は、神奈川県横浜市南区大岡にある横浜国立大学教育学部附属の特別支援学校である。

## 所在地
- 〒232-0061 神奈川県横浜市南区大岡2-31-3

## 設置課程
- 小学部
- 中学部
- 高等部

## 沿革
- 1976年（昭和54年）4月1日 - 横浜国立大学教育学部附属養護学校設置
- 1977年（昭和55年）4月1日 - 高等部設置
- 1978年（昭和56年）9月1日 - 現在地に移転
- 1997年（平成9年）4月1日 - 横浜国立大学教育人間科学部附属養護学校に改称
- 2004年（平成16年）4月1日 - 国立大学法人横浜国立大学教育人間科学部附属養護学校に改称
- 2007年（平成19年）4月1日 - 学校教育法改正によって、特別支援教育導入を受け横浜国立大学教育人間科学部附属特別支援学校に校名変更
- 2017年（平成19年）4月1日 - 横浜国立大学教育学部附属特別支援学校に改称。